# 巴氏孟席斯獅子魚
巴氏孟席斯獅子魚，為輻鰭魚綱鮋形目杜父魚亞目獅子魚科的其中一種，分布於東南太平洋的秘魯智利海槽，棲息深度約1296-1317公尺，為深海底棲性魚類，屬肉食性，生活習性不明。